# Микки Смит
Микки (или Рикки) Смит (англ. Mickey Smith) — персонаж британского научно-фантастического телесериалa «Доктор Кто», сыгранный Ноэлем Кларком.

## История персонажа

### Знакомство с Доктором
Первая встреча механика Микки Смита с Доктором была не из самых приятных. Его похищают автоны, и Сознание Нестин заменяет его своим шпионом для слежки за Розой Тайлер. В конце концов, Роза и Доктор спасают его от пришельцев, но сами улетают путешествовать, несмотря на все уговоры Микки остаться.
Из-за отлёта Розы на целый год её мать положила всю вину за её исчезновение на Микки, из-за чего его двенадцать месяцев преследовала полиция. Вместе с Джеки Тайлер он помог Доктору и Розе спасти Землю от семейства Сливинов, пытавшегося устроить на Земле ядерную войну. После этого случая Доктор предложил Микки путешествовать вместе с ним и Розой, но тот отказался, ссылаясь на то, что такая жизнь ему не подходит.
В эпизоде «Городской бум» отношения Розы и Микки ухудшаются, так как они больше не могут оставаться верными друг другу из-за такого образа жизни. Из-за очередной опасности миру Микки в гневе покидает Розу, оставляя её на попечение Доктору.
В эпизоде «Пути расходятся» Доктор возвращает Розу обратно в настоящее время, где Микки пытается вернуться к нормальной жизни. Но она уговаривает его запустить ТАРДИС, чтобы вернуться обратно и помочь Доктору с Джеком. С помощью большого грузовика они открывают сердце ТАРДИС, и корабль вместе с Розой исчезает, вновь оставляя Микки в неведении.

### Сумасшедшее Рождество
На Рождество 2006 года Роза возвращается домой, где вместе с Микки они собираются отметить праздник, который вскоре омрачается вторжением Сикораксов. Новый Доктор помогает им защититься от пришельцев и вновь отправляется путешествовать с Розой.

### Спутник Доктора
В эпизоде «Встреча в школе» Микки помогает Доктору, Розе и Саре Джейн Смит раскрыть настоящую личность учителей школы Деффри Вэйл, которые на самом деле были Криллитианцами. После этого события Микки решает, что больше не хочет быть «мальчиком на побегушках», к которому можно обратиться в любое время, и отправляется путешествовать вместе с Доктором и Розой.

### Восстание киберлюдей
В эпизоде «Восстание киберлюдей» ТАРДИС случайно прибывает в параллельную Вселенную, где Микки по ошибке принимают за его параллельного двойника — Рикки. Рикки — самый разыскиваемый преступник Лондона из-за штрафов за парковку. Вместе со своими друзьями он собирается свергнуть корпорацию «Cyber Industries», которая стала причиной восстания киберлюдей в этом эпизоде. Защитив человечество от уничтожения, Микки решает остаться вместе со своей бабушкой (умершей в реальности Микки, но живой в параллельной реальности), а также помочь миру избавиться от оставшихся киберлюдей.
Из-за событий эпизодов «Армия призраков» и «Судный день» у Микки появляется возможность вернуться обратно в свою Вселенную. Вместе с группой бойцов они преследуют группу Киберлюдей, сбежавших в мир Розы, а также четырёх Далеков. Вместе с Доктором они уничтожают и тех и других, но Микки вместе с семьёй Розы приходится спрятаться в параллельной Вселенной, чтобы их не засосало в пустоту — границу между мирами. Доктор объяснил это тем, что все существа, пересёкшие её, «заражены» и что их так же могло засосать.

### Нашествие Далеков
В эпизоде «Конец путешествия» брешь между мирами вновь открывается, Микки вместе с Розой возвращаются в родную Вселенную, чтобы спасти её от очередного нашествия Далеков. В конце эпизода Микки решает остаться в нашей Вселенной, объясняя это тем, что его бабушка умерла, а в том мире его больше ничего не держит.

### Семья и личная жизнь
Отец Микки, Джексон Смит, работал слесарем. Когда Микки был совсем маленьким, он уехал в Испанию и не вернулся, из-за чего его мать бросила его и оставила на попечение бабушки — Риты-Энн Смит. Вскоре она умерла, упав с лестницы.
До встречи с Доктором Микки встречался с Розой Тайлер. После её отлёта их отношения начали ухудшаться, и Микки решил, что они больше не могут быть вместе, поэтому начал встречаться с Тришей Делейни, девушкой из магазина.
В эпизоде «Конец времени» выяснилось, что после возвращения в родную Вселенную, Микки женился на Марте Джонс.

### Карьера
В родной Вселенной Микки работал механиком.
В эпизоде «Век стали» Микки решил остаться в параллельной Вселенной, где работал в местном институте «Торчвуд», но после возвращения в родной мир, он вместе с Мартой начал работать фрилансером.

## Другие появления
Микки фигурировал в трёх книгах из серии New Series Adventures: «Победители получают всё», «Каменная Роза» и «Пир утопленников».
В «Победители получают всё» Микки оказался втянутым в инопланетную войну, ведущейся с помощью пульта управления. «Солдатами» войны оказались похищенные люди, которыми управляли игроки, думающие, что на самом деле они просто играют в игру. Вместе с Доктором они помогли этим солдатам остаться в живых.
В «Каменной Розе» Микки проводил экскурсию для школьников в Британском Музее. Там он нашёл статую Фортуны, которая выглядела в точности как Роза.
В «Пире утопленников» Микки помогал Доктору и Розе исследовать таинственное потопление морского судна и встретил призрака брата подруги Розы (Кейши). Выяснилось, что после исчезновения Розы, Кейша начала приставать к Микки, но была им отвергнута, из-за чего она распространила слух о том, что это он убил Розу, и подговорила своих друзей избить его. Сам Микки ничего не помнил из того, что произошло той ночью.
В журнале Doctor Who Magazine печатался комикс «Квартирант», в котором Десятый Доктор временно поселился к Микки. Доктор очень раздражал Микки, особенно в том, что он делал всё лучше него.
Также Микки появлялся в рассказе «Взятие Микки» и является главным администратором сайта «Who is Who?».

## Дополнительные факты
- В первом сезоне сериала Девятый Доктор всё время путал имя Микки с Рикки. Во втором сезоне, в эпизодах «Восстание киберлюдей» и «Век стали» появился параллельный двойник Микки — Рикки.
- По замыслу Рассела Т. Дейвиса, Микки должен был появиться в третьем сезоне сериала Торчвуд, но из-за расписания Ноэля Кларка эту идею пришлось отменить.

## Появления в «Докторе Кто»

### Эпизоды
Список всех эпизодов, в которых появляется Микки Смит:
| Номер | #  | Эпизод               | Оригинальное название   | Сценарист         | Режиссёр  | Дата выхода    | Код  |
| ----- | -- | -------------------- | ----------------------- | ----------------- | --------- | -------------- | ---- |
| 157   | 1  | Роза                 | Rose                    | Расселл Т. Дейвис | Кейт Боук | 26 марта 2005  | 1.1  |
| 160a  | 4  | Пришельцы в Лондоне  | Aliens of London        | Расселл Т. Дейвис | Кейт Боук | 16 апреля 2005 | 1.4  |
| 160b  | 5  | Третья мировая война | World War Three         | Рассел Т. Дейвис  | Кейт Боук | 23 апреля 2005 | 1.5  |
| 163   | 8  | День отца            | Father’s day            | Пол Корнелл       | Джо Ахерн | 14 мая 2005    | 1.8  |
| 165   | 11 | Городской бум        | Boom Town               | Рассел Т. Дейвис  | Джо Ахерн | 4 июня 2005    | 1.11 |
| 166b  | 13 | Пути расходятся      | The Parting of the Ways | Рассел Т. Дейвис  | Джо Ахерн | 18 июня 2005   | 1.13 |

| Номер | #  | Эпизод                   | Оригинальное название | Сценарист         | Режиссёр      | Дата выхода     | Код  |
| ----- | -- | ------------------------ | --------------------- | ----------------- | ------------- | --------------- | ---- |
| 167   | 0  | Рождественское вторжение | Christmas invansion   | Расселл Т. Дейвис | Джеймс Хоуз   | 25 декабря 2005 | 2.X  |
| 168   | 1  | Новая Земля              | New Earth             | Расселл Т. Дейвис | Джеймс Хоуз   | 15 апреля 2006  | 2.1  |
| 169   | 3  | Встреча в школе          | School Reunion        | Тоби Уайтхауз     | Джеймс Хоуз   | 29 апреля 2006  | 2.3  |
| 171   | 4  | Девушка в камине         | The Girl in Fireplace | Стивен Моффат     | Еврос Лин     | 6 мая 2006      | 2.4  |
| 172a  | 5  | Восстание киберлюдей     | The Rise of Cybermen  | Рассел Т. Дейвис  | Джеймс Стронг | 13 мая 2006     | 2.5  |
| 172b  | 6  | Век стали                | The Age of Steel      | Рассел Т. Дейвис  | Джеймс Стронг | 20 мая 2006     | 2.6  |
| 177a  | 12 | Армия призраков          | Army of Ghosts        | Рассел Т. Дейвис  | Грем Харпер   | 1 июля 2006     | 2.12 |
| 177b  | 13 | Судный день              | Doomsday              | Рассел Т. Дейвис  | Грем Харпер   | 8 июля 2006     | 2.13 |

| Номер | #     | Эпизод            | Оригинальное название | Сценарист         | Режиссёр    | Дата выхода                    | Код       |
| ----- | ----- | ----------------- | --------------------- | ----------------- | ----------- | ------------------------------ | --------- |
| 198b  | 13    | Конец путешествия | Journey’s end         | Расселл Т. Дейвис | Грем Харпер | 5 июля 2008                    | 4.14      |
| 202   | 17 18 | Конец времени     | The End of Time       | Расселл Т. Дейвис | Еврос Лин   | 26 декабря 2009 01 января 2010 | 4.17 4.18 |

### Новеллы
| Название                | Оригинальное название    | Автор          | Дата выхода    | Аудиоверсия   |
| ----------------------- | ------------------------ | -------------- | -------------- | ------------- |
| Победители получают всё | Winner Takes All         | Джаклин Райнер | 19 мая 2005    |               |
| Каменная Роза           | The Stone Rose           | Джаклин Райнер | 13 апреля 2006 | Дэвид Теннант |
| Пир утопленников        | The Feast of the Drowned | Стефен Коул    | 13 апреля 2006 | Дэвид Теннант |

### Короткие рассказы
| Название     | Оригинальное название | Автор           |
| ------------ | --------------------- | --------------- |
| Взятие Микки | Taking Mickey         | Джастин Ричардс |